# Bremer Tauwerk-Fabrik
Die Bremer Tauwerk-Fabrik (BTF) war ein mittelständisches Unternehmen mit Sitz im Bremer Ortsteil Grohn.

## Geschichte

Bremer Tauwerk-Fabrik C. H. Michelsen in Bremen-Grohn, um 1877

1793 errichtete der in Altona geborene Seilermeister Claus Hinrich Michelsen (1772–1854) in Grohn bei Vegesack eine Reepschlägerbahn. Bereits 1832 eröffnete er in Bremerhaven eine Filiale. In der zweiten Generation, unter Leitung des Sohns Claus Hinrich Michelsen (1801–1881) II., beschäftigte das Unternehmen 1845 bereits 20 Mitarbeiter. Das Tauwerk erfreute sich steigender Nachfrage und 1880, nach dem Ankauf der ersten Dampfmaschine, wurde auch Bindegarn für die Landwirtschaft hergestellt. Die weiter notwendige Mechanisierung erforderte erhebliche finanzielle Mittel und so wurde die Einzelfirma 1886 in eine Kommanditgesellschaft umgewandelt. 1892 erfolgte die Umwandlung in eine Aktiengesellschaft. Bis zu seinem frühen Tod im Jahr 1902 bekleidete C. H. Michelsen (1849–1902) III., als letztes aktives Familienmitglied des Gründers, den Vorstand. Von 1903 bis 1927 war Erich Seyffert Vorstand der Gesellschaft.
1927 erwarb der Bremer Kaufmann Fritz Tecklenborg (1888–1964) die Aktienmehrheit an der Bremer Tauwerk-Fabrik AG vorm. C.H. Michelsen. In seiner Funktion als Vorstand der BTF baute er das Geschäft unter anderem durch Firmenzukäufe aus.
Tecklenborg erwarb die Hartfaserspinnerei Harburg von der Firma Felten & Guilleaume. Weiterhin wurde die Übernahme der Fa. Anders, Kieler Hanf- und Drahtseilwerk GmbH (Gründung 1775) durch Tecklenborg in Kiel vollzogen.
Mitglieder des Aufsichtsrats waren in dieser Zeit unter anderem Victor Nawatzki, Otto Freise und Wilhelm Tecklenborg (Bruder von Fritz Tecklenborg). 1937 wurde die BTF, auf Grund des Gesetzes über die Umwandlung von Kapitalgesellschaften vom 5. Juli 1934, in eine Kommanditgesellschaft umgewandelt und firmierte seit diesem Zeitpunkt unter Bremer Tauwerk-Fabrik F.Tecklenborg & Co.
1945 trat der älteste Sohn von Fritz Tecklenborg, der Kaufmann Franz Tecklenborg (1918–2006) in das Unternehmen ein und wurde ab 1952, wie sein Vater, persönlich haftender Gesellschafter. 1950 erfolgte die Gründung der Schwesterfirma Bremer Teppich-Fabrik F.Tecklenborg & Co KG.
1962 waren bei den Gesellschaften der Tecklenborg Gruppe über 1200 Mitarbeiter beschäftigt. Die zwei Gesellschaften (Tauwerkfabrik und Teppichfabrik) wurden 1972 vereint und firmierten ab 1973 als BTF Textilwerke Tecklenborg & Co. Nach 31 Jahren im Unternehmen schied Franz Tecklenborg 1976 aus der Firmenleitung und als Gesellschafter aus.
1988 erfolgte die Übernahme der BTF durch die Firma Leifheit AG. Die Produktionsstätte am Standort Bremen-Grohn wurde stillgelegt.

## Unternehmensprofil und Geschäftsbereiche
Unter dem Dach der Gesellschaft Bremer Tauwerk-Fabrik F.Tecklenborg & Co KG wurde zunächst das Ursprungsgeschäft mit Tauwerk und Bindegarn aus Naturfaser betrieben.
Anfang 1947 wurde die Fertigung von Webteppichen sowie Vorlegern aus Sisal und Wolle aufgenommen und ab 1950 in einer eigenständigen Gesellschaft, der Bremer Teppich-Fabrik F.Tecklenborg & Co KG angesiedelt.
Die Netzfabrikation wurde ab dem Jahr 1963 durch Tecklenborg in der eigens gegründeten Firma Netzfabrik Ahlers GmbH in Bremerhaven betrieben.
1968 startete die Produktion von Badteppichen aus Kunstfasern unter dem Markennamen Kleine Wolke Teppiche. Die Gesellschaft firmiert heute unter Kleine Wolke Textilgesellschaft mbH & Co KG und gehört zur Possehl-Gruppe.